# Branchipodopsis hodgsoni
Branchipodopsis hodgsoni är en kräftdjursart som beskrevs av Georg Ossian Sars 1898. Branchipodopsis hodgsoni ingår i släktet Branchipodopsis och familjen Branchipodidae. Inga underarter finns listade.